# Eisenbahnbrücke Vokė
Die Eisenbahnbrücke Vokė (lit. Vokės geležinkelio tiltas) ist eine Eisenbahnbrücke über die Vokė in der Nähe der litauischen Hauptstadt Vilnius, in Baltoji Vokė (Rajongemeinde Vilnius). Die 92,7 Meter lange Eisenbahnbrücke ist die zweithöchste Brücke in Litauen (größer ist nur die Brücke Lyduvėnai). Sie wurde 1862 erbaut. Während des Ersten und des Zweiten Weltkriegs wurde die Brücke bombardiert und danach wieder aufgebaut.